# Jahor Zubowicz
Jahor Zubowicz (biał. Ягор Зубовіч, ros. Егор Зубович, Jegor Zubowicz; ur. 1 czerwca 1989 w Uzdie) – białoruski piłkarz występujący na pozycji napastnika w Niemanie Grodno.

## Kariera piłkarska

### Kariera klubowa
Zubowicz jest wychowankiem Tarpeda-SKA Mińsk. W 2007 roku rozpoczął karierę piłkarską w klubie MTZ-RIPA Mińsk. Potem co sezon zmieniał drużynę, występując w Dynamie Mińsk, Tarpedzie Żodino i Partyzanie Mińsk. W 2011 roku przeszedł do Biełszyny Bobrujsk. 15 grudnia 2011 r. podpisał 4-letni kontrakt z Jagiellonią Białystok, a w marcu 2012 roku został wypożyczony do Naftana Nowopołock. W latach 2013–2014 grał w Niomanie Grodno, a w 2015 – w FK Słuck. W 2015 wrócił do Dynamy Mińsk.

### Kariera reprezentacyjna
Zubowicz występował w juniorskiej, młodzieżowej i olimpijskiej reprezentacji Białorusi .

## Sukcesy i odznaczenia

### Sukcesy klubowe
- Wicemistrz Białorusi: 2008
- Puchar Białorusi: 2012

### Sukcesy indywidualne
- Wicekról strzelców ligi białoruskiej: 2011 (11 goli)